# Siegfried Remertz
Siegfried Gustav Hermann Remertz (* 6. August 1891 in Peine; † 8. Oktober 1945 im Speziallager Neubrandenburg-Fünfeichen) war ein deutscher Kommunalpolitiker und stellvertretender Bürgermeister von Greifswald.
Siegfried Remertz besuchte die Gymnasien in Kiel und Stargard/Pommern; ab 19 studierte er an den Universitäten Freiburg im Breisgau., Berlin, München und Halle (Saale) Rechts- und Staatswissenschaften. 1919 Promotion zum Dr. jur. in Greifswald. 1920 zweites juristisches Staatsexamen an der Universität Berlin. Als Assessor war er in Kappeln, Waldenburg, Grünberg und Gräfenhainichen tätig.
Von 1927 bis 1945 war Remertz Ratsherr der Stadt Greifswald und von 1936 bis 1945 stellv. Bürgermeister, im April 1945 amtierender Oberbürgermeister. Seit 1939 war er außerdem Schwedischer Vizekonsul. Am 8. September 1939 beantragte er die Aufnahme in die NSDAP und wurde zum 1. Januar 1940 aufgenommen (Mitgliedsnummer 7.370.665).
Nach der Flucht des Oberbürgermeisters Friedrich Rickels war Remertz maßgeblich an der kampflosen Übergabe der Stadt Greifswald am 30. April 1945 – und damit deren Bewahrung vor schwerer Zerstörung – an die Sowjetarmee beteiligt. Gemeinsam mit Bürgermeister Richard Schmidt wurde er nur wenige Tage später, am 6. Mai 1945, von den sowjetischen Besatzungstruppen verhaftet und im Neubrandenburger Speziallager Nr. 9 Fünfeichen interniert, wo er ein halbes Jahr später umkam.